# Rosmarinus officinalis
Il rosmarino (Salvia rosmarinus
Spenn. 1835) è una pianta aromatica perenne appartenente alla famiglia delle Lamiaceae.
È spontaneo dell'area mediterranea dove cresce nelle zone litoranee lungo tutte le coste tirreniche e ioniche della penisola italiana; sulle coste adriatiche fino al Molise; su tutte le isole; anche sulle rive occidentali del Garda. È coltivato e talvolta subspontaneo su quasi tutta Italia.

## Descrizione
Pianta arbustiva sempreverde che raggiunge altezze di 50–300 cm, con radici profonde, fibrose e resistenti, ancoranti; ha fusti legnosi di colore marrone chiaro, prostrati ascendenti o eretti, molto ramificati; i giovani rami pelosi di colore grigio-verde sono a sezione quadrangolare.

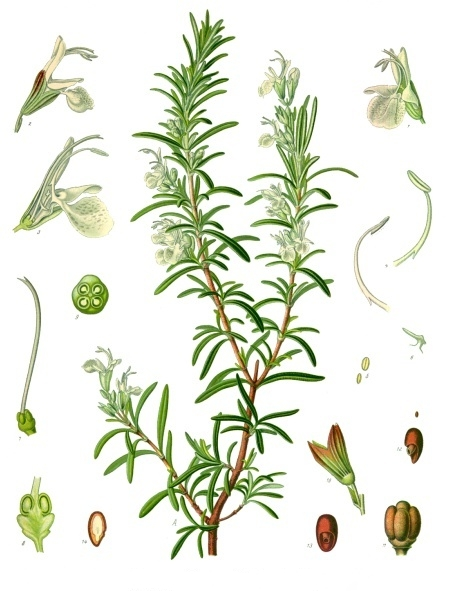
Illustrazione di S. rosmarinus

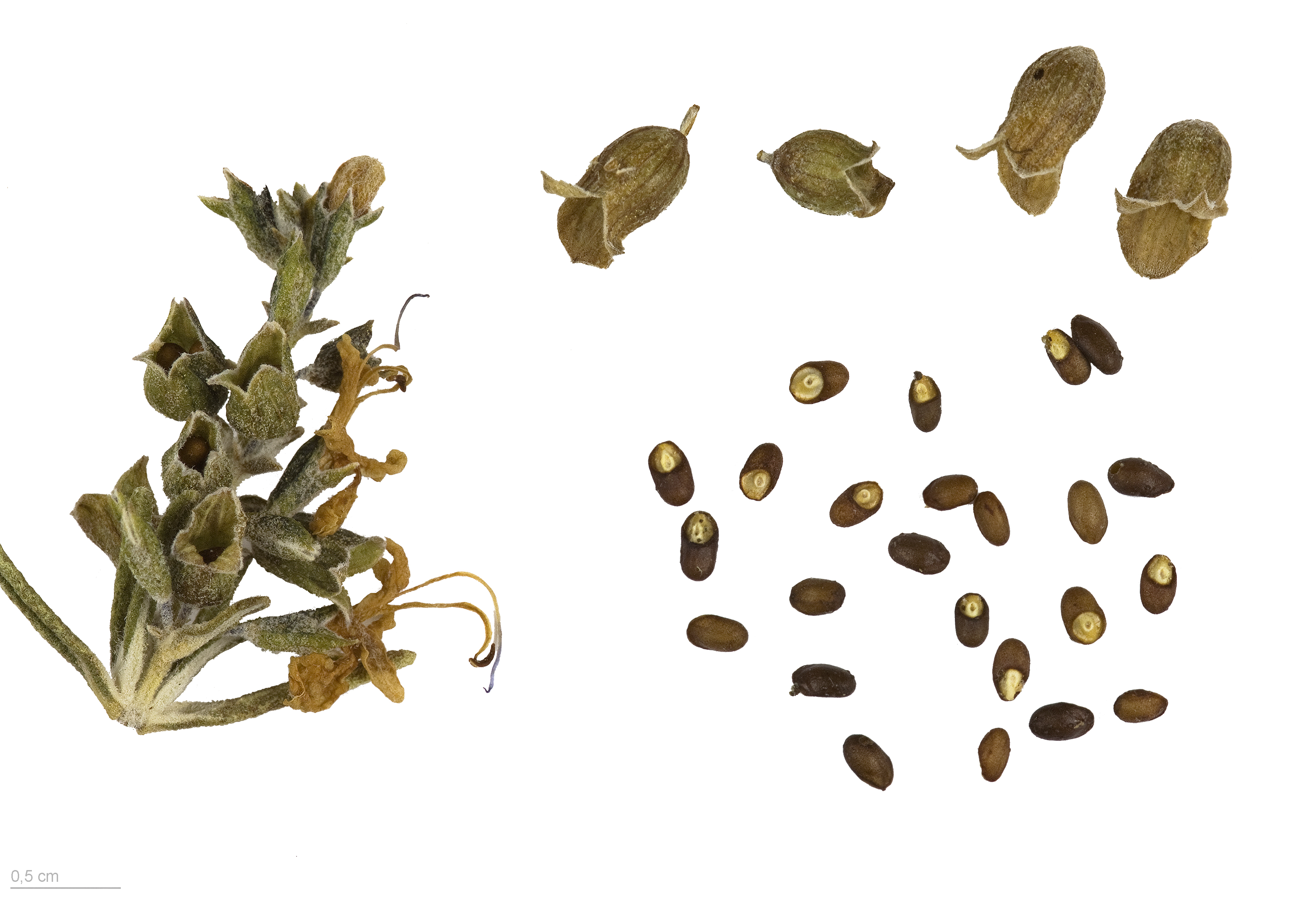
Salvia rosmarinus

Le foglie, persistenti e coriacee, sono lunghe 2–3 cm e larghe 1–3 mm, sessili, opposte, lineari-lanceolate, addensate numerosissime sui rametti; di colore verde cupo lucente sulla pagina superiore e biancastre su quella inferiore per la presenza di peluria bianca; hanno i margini leggermente revoluti; sono ricche di ghiandole oleifere.
I fiori ermafroditi sono sessili e piccoli, riuniti in brevi grappoli all'ascella di foglie fiorifere sovrapposte, formanti lunghi spicastri allungati, bratteati e fogliosi, con fioritura da marzo ad ottobre, nelle posizioni più riparate ad intermittenza tutto l'anno.

Ogni fiore possiede un calice campanulato, tomentoso con labbro superiore tridentato e quello inferiore bifido; la corolla di colore lilla-indaco, azzurro-violacea o, più raramente, bianca o azzurro pallido, è bilabiata con un leggero rigonfiamento in corrispondenza della fauce; il labbro superiore è bilobo, quello inferiore trilobo, con il lobo mediano più grande di quelli laterali ed a forma di cucchiaio con il margine ondulato; gli stami sono solo due con filamenti muniti di un piccolo dente alla base ed inseriti in corrispondenza della fauce della corolla; l'ovario è unico, supero e quadripartito.
L'impollinazione è entomofila, cioè è mediata dagli insetti pronubi, tra cui l'ape domestica, che ne raccoglie il polline e l'abbondante nettare, da cui si ricava un ottimo miele.
I frutti sono tetracheni, con acheni liberi, oblunghi e lisci, di colore brunastro.

## Coltivazione

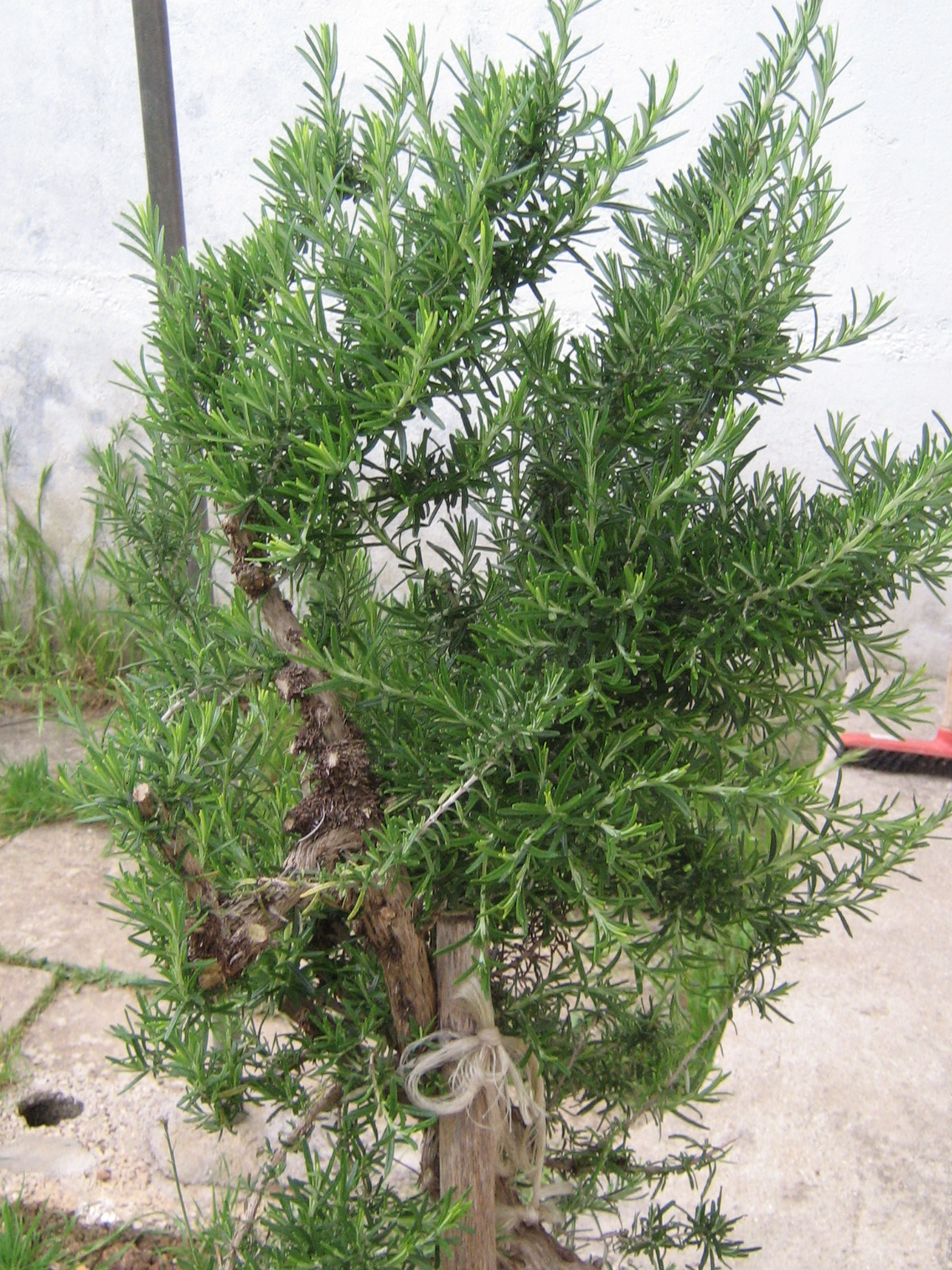
Una pianta di rosmarino

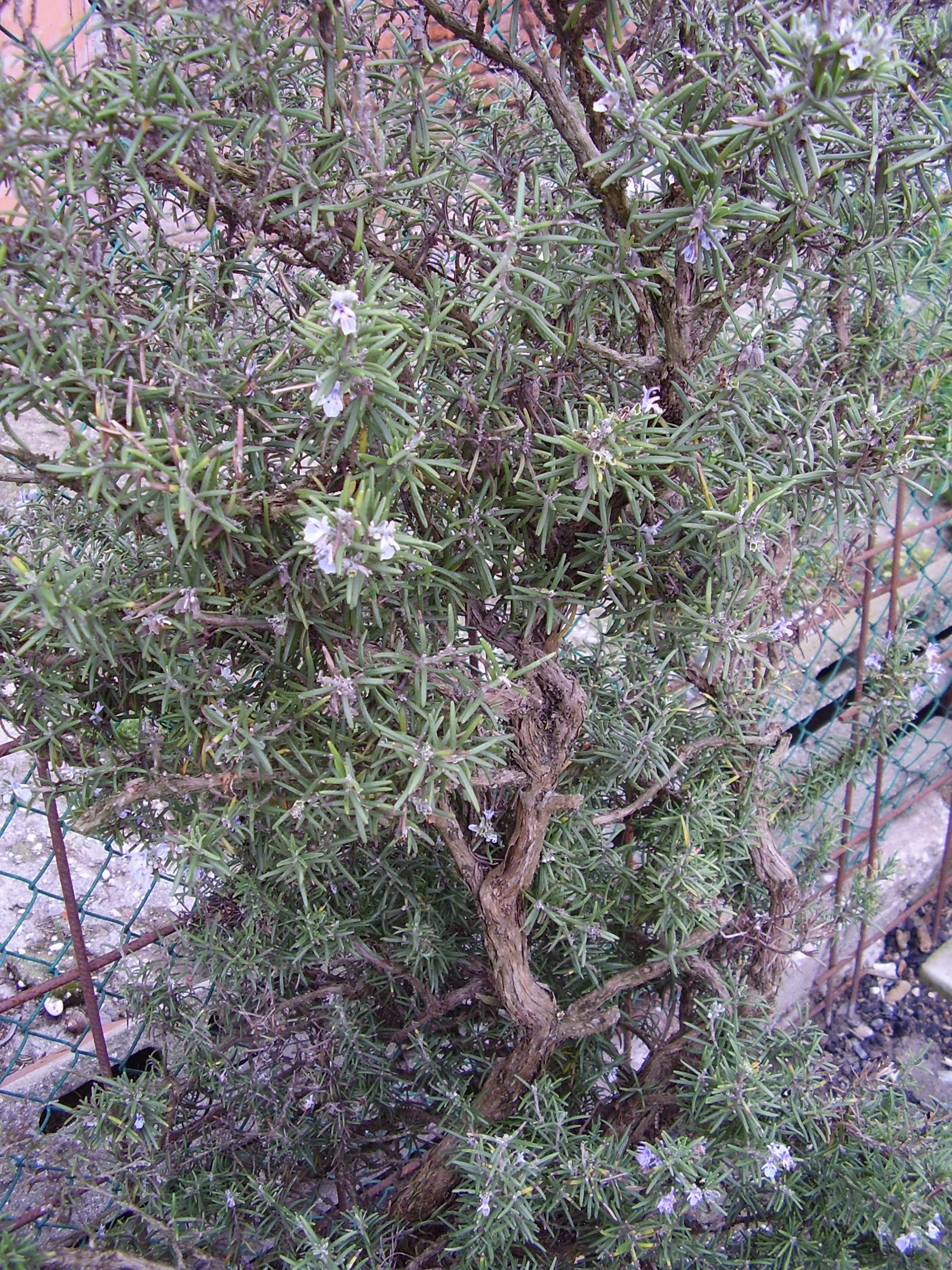
Pianta di rosmarino con fioritura

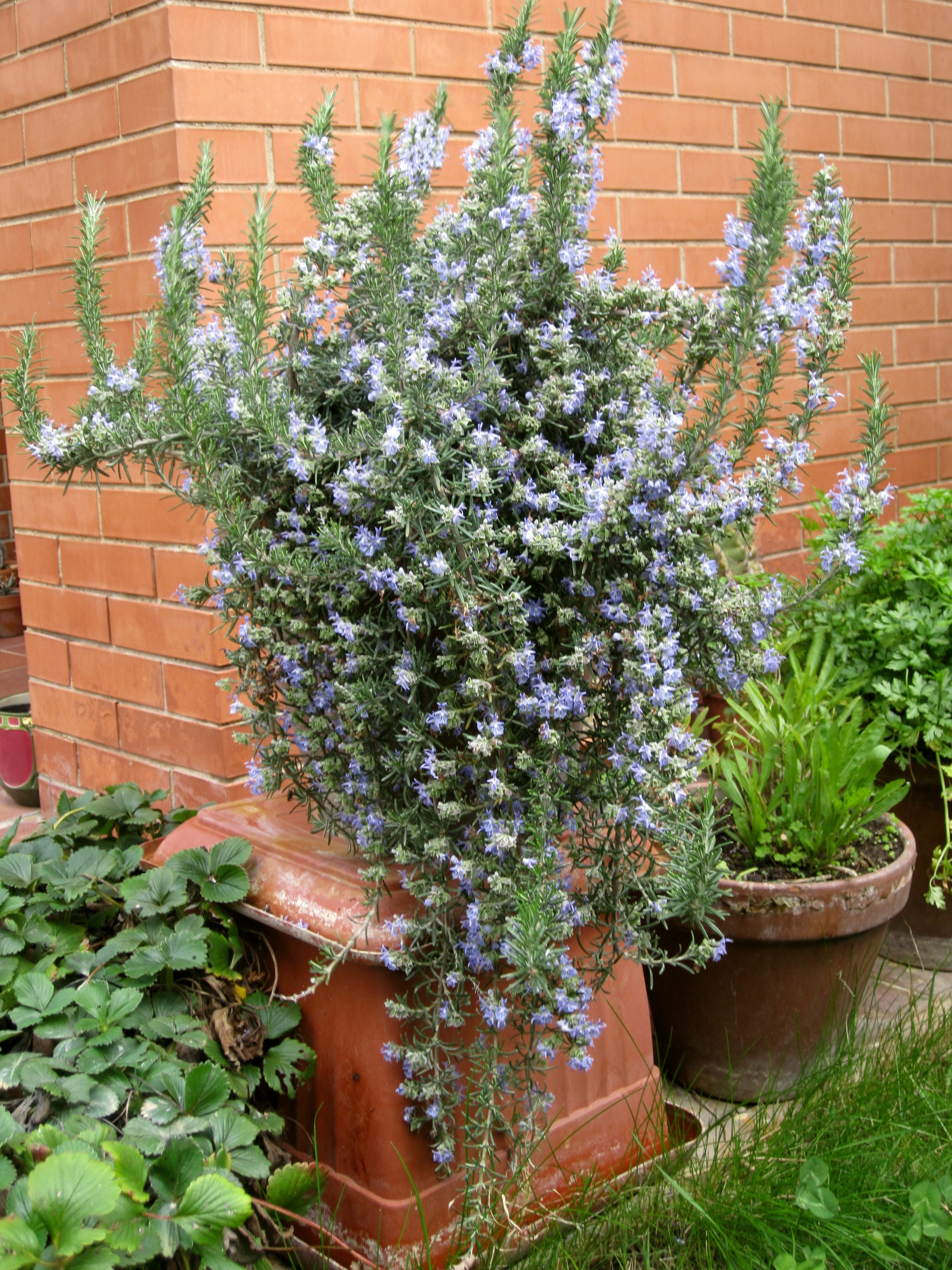
Una pianta di rosmarino prostrato in fiore

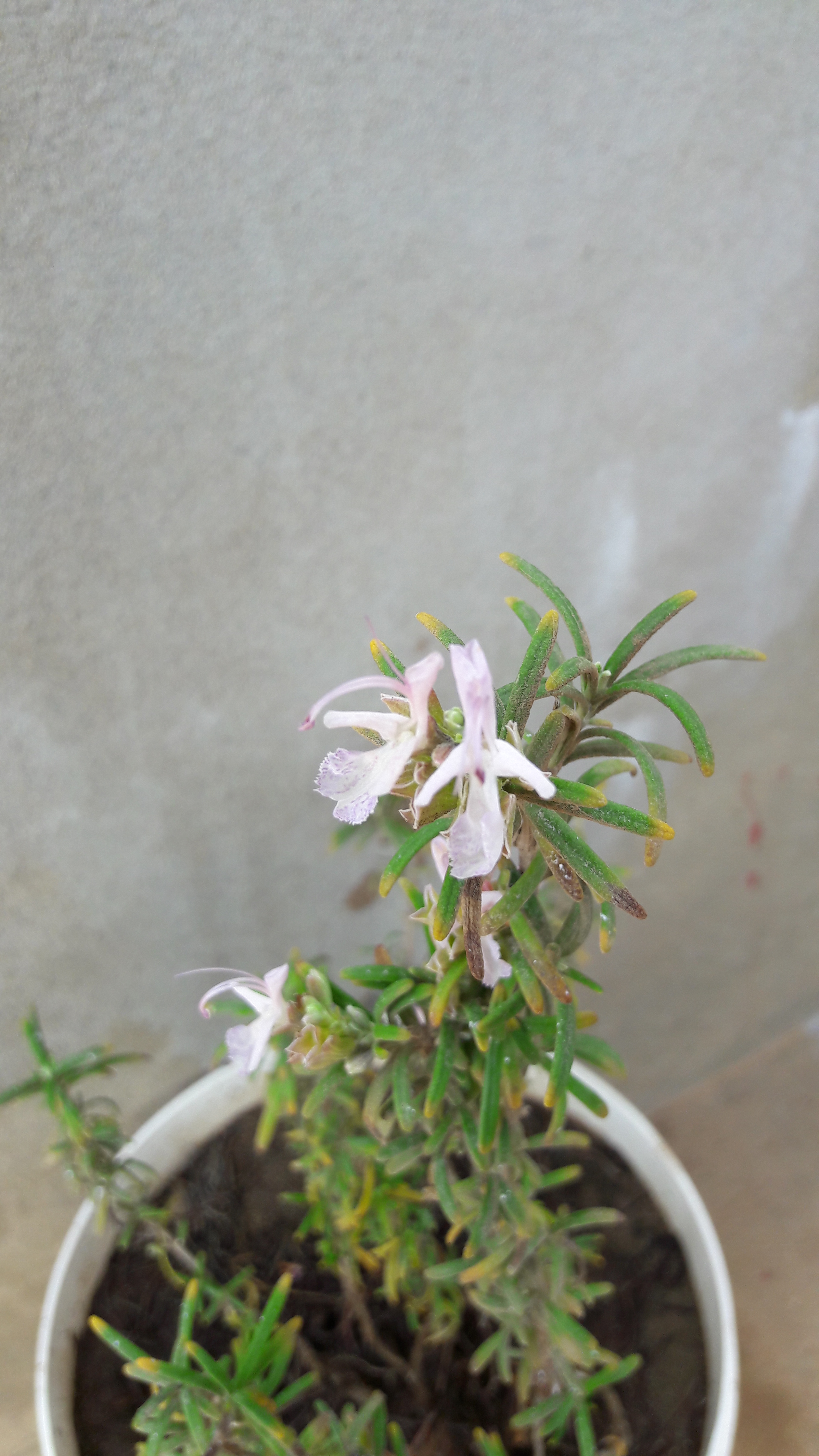
I fiori

Richiede posizione soleggiata al riparo dai venti gelidi; terreno leggero sabbioso-torboso ben drenato; poco resistente ai climi rigidi e prolungati.
Si può coltivare in vaso sui terrazzi, avendo cura di porre dei cocci sul fondo per un drenaggio ottimale, rinvasando ogni 2-3 anni, usando terriccio universale miscelato a sabbia, concimazioni mensili con fertilizzante liquido miscelato all'acqua delle annaffiature, che saranno controllate e diradate d'inverno.
In primavera si rinnova l'impianto cimando i getti principali, per ottenere un aspetto cespuglioso, senza dover ricorrere ad interventi di potatura.
Si moltiplica facilmente per talea apicale dei nuovi getti in primavera prelevate dai germogli basali e dalle piante più vigorose piantate per almeno 2/3 della loro lunghezza in un miscuglio di torba e sabbia; oppure si semina in aprile-maggio, si trapianta in settembre o nella primavera successiva; oppure si moltiplica per divisione della pianta in primavera.
Per effetto dei meccanismi di difesa dal caldo e dall'arido (tipici della macchia mediterranea), la pianta presenta, se il clima è sufficientemente caldo ed arido in estate e tiepido in inverno, il fenomeno della estivazione cioè la pianta arresta quasi completamente la vegetazione in estate, mentre ha il rigoglio di vegetazione e le fasi vitali (fioritura e fruttificazione) rispettivamente in tardo autunno o in inverno, ed in primavera. In climi più freschi ed umidi le fasi di vegetazione possono essere spostate verso l'estate. Comunque in estate, specie se calda, la pianta tende sempre ad essere in una fase di riposo.

## Usi
Oltre agli usi medicinali illustrati più sotto il rosmarino viene utilizzato:
- Come pianta ornamentale nei giardini, per bordure, aiuole e macchie arbustive, o per la coltivazione in vaso su terrazzi
- Nell'industria cosmetica come shampoo per ravvivare il colore dei capelli o come astringente nelle lozioni; nelle pomate e linimenti per le proprietà toniche. In profumeria, l'olio essenziale ricavato dalle foglie, viene utilizzato per la preparazione di colonie, come l'Acqua d'Ungheria
- Come insettifugo o deodorante nelle abitazioni (se ne bruciano i rametti secchi)
- Per la produzione di un miele monoflorale in quanto i fiori sono particolarmente bottinati dalle api, perché piante mellifere
- In campo alimentare, sotto forma di estratto, viene usato come additivo dotato di proprietà antiossidante ed etichettato con la sigla E392. Se ne conoscono 5 tipi designati con acronimi:

1. AR: estratto ottenuto da un estratto alcolico di rosmarino parzialmente aromatizzato;
2. ARD: estratto ottenuto da un estratto alcolico di rosmarino aromatizzato;
3. D74: estratto ottenuto da foglie secche di rosmarino per estrazione con anidride carbonica supercritica;
4. F62: estratto ottenuto da foglie secche di rosmarino per estrazione con acetone;
5. RES: estratto ottenuto per estrazione con esano ed acetone e poi decolorato e dearomatizzato[6].

### Birra gruit
In Europa settentrionale si usava per fare la birra gruit con achillea millefoglie e mirto di palude.

### Proprietà medicinali

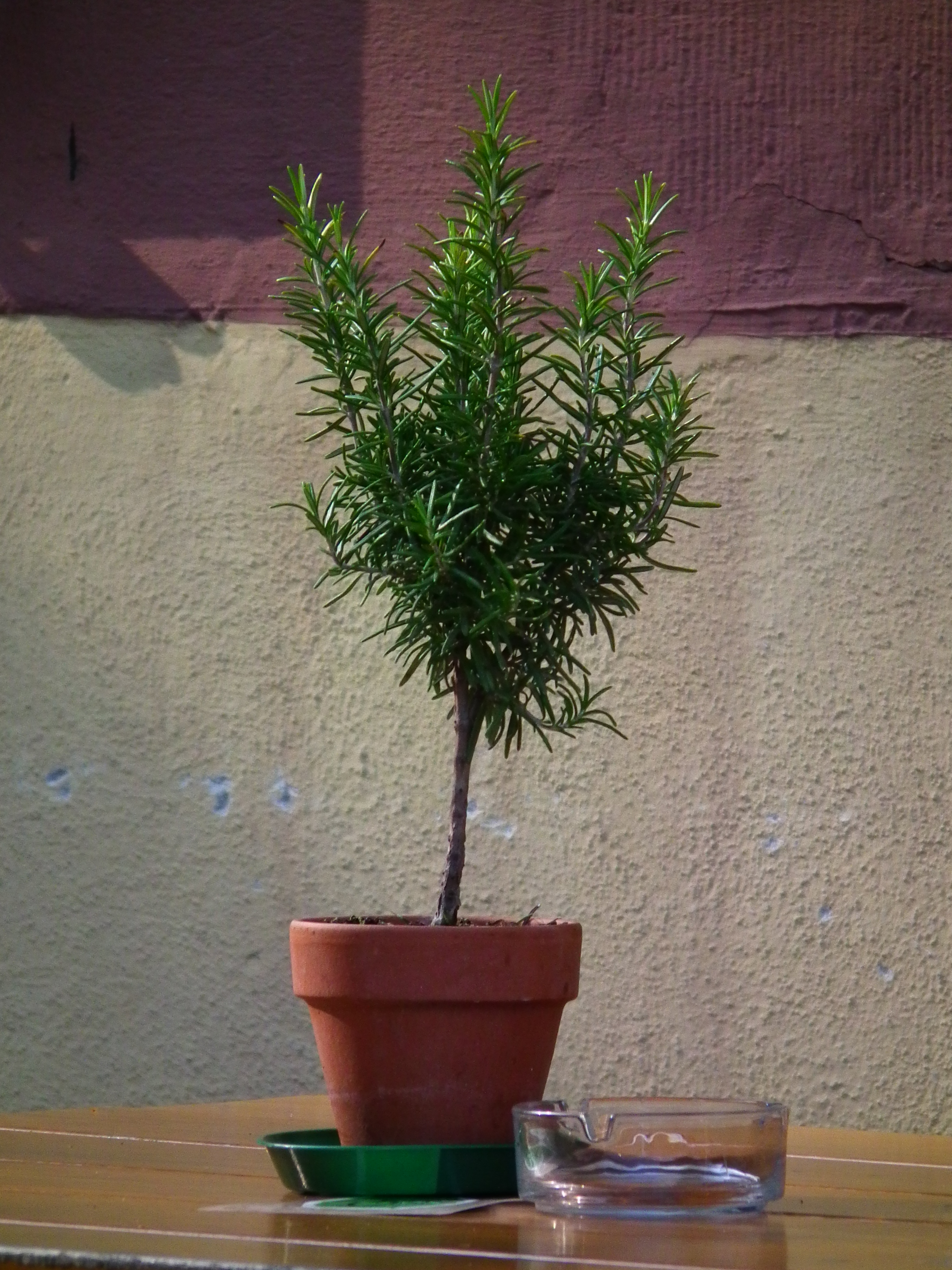
Rosmarinus officinalis

- I rametti e le foglie raccolti da maggio a luglio e fatti seccare all'ombra hanno proprietà aromatiche, stimolanti l'appetito e le funzioni digestive, stomachici, carminativi, utili nelle dispepsie atoniche e gastralgie, tonici e stimolanti per il sistema nervoso, il fegato e la cistifellea. Da alcuni autori viene inoltre consigliato per affezioni generiche come tosse o asma.[7]
- Per uso esterno: il macerato in vino applicato localmente è antireumatico; mentre il macerato in alcool, revulsivo, viene usato per frizioni anche del cuoio capelluto; possiede qualità analgesiche e quindi viene applicato per dolori reumatici, artriti.[8]
- Per uso esterno se ne usa l'infuso per gargarismi, lavaggi e irrigazioni cicatrizzanti; o per cataplasmi antinevralgici e antireumatici; aggiunto all'acqua da bagno serve come corroborante, purificante e per tonificare la pelle.[9]
- I fiori raccolti da maggio ad agosto, hanno proprietà simili alle foglie; in infuso per uso esterno sono vulnerari, stimolanti, curativi della leucorrea e per la lotta ai pidocchi pubici.
- Farmacologicamente, si prepara un'essenza e un'acqua contro l'alopecia o pomate per gli eczemi.
- Dalle foglie, in corrente di vapore, si estrae l'olio essenziale di rosmarino, per un 1% in peso; è un liquido incolore o giallognolo, contenente pinene, canfene, cineolo, eucaliptolo, canfora e borneolo. A seconda del chemiotipo della pianta vengono ottenuti diversi oli essenziali: 
  - un chemiotipo produce un olio ricco in eucaliptolo, che stimola la secrezione delle ghiandole gastriche dell'apparato digerente e respiratorio, responsabile degli effetti sulla digestione e dell'attività mucolitica.
  - Un altro chemiotipo produce un olio ricco in canfora, un chetone che può essere invece utilizzabile come antireumatico per uso locale, ma responsabile di effetti tossici sul SNC, quando usato per via orale.
  - Un altro chemiotipo, invece, produce olio ricco in borneolo e derivati, come previsto dalla farmacopea, meglio indicato nella patologia spastica delle vie biliari.
  - In un ulteriore chemiotipo abbondano il borneolo ed i suoi derivati.
- Nell'uso farmacologico comune l'olio viene usato come eupeptico, eccitante, antisettico sedativo, ed i suoi preparati contro gli stati depressivi, restituendo vigore intellettuale e fisico alle persone indebolite.

#### Controindicazioni
Ipersensibilità o allergie verso uno o più componenti. 
Gravidanza o allattamento (fitoterapici) poiché nell'animale riduce l'impianto dello zigote.
Periodo pre-operatorio.
L'olio essenziale a canfora è controindicato in persone che soffrono di epilessia. Causa infatti, specialmente in casi di sovradosaggio, irritazioni, convulsioni, vomito e principi di paralisi respiratorie.